# Округ Ли (Џорџија)
Округ Ли (енгл. Lee County) је округ у америчкој савезној држави Џорџија.

## Демографија
По попису из 2010. године број становника је 28.298, што је 3.541 (14,3%) становника више него 2000. године.
| Група             | 2000.          | 2010.          |
| Белци             | 20.203 (81,6%) | 21.453 (75,8%) |
| Афроамериканци    | 3.838 (15,5%)  | 5.268 (18,6%)  |
| Азијати           | 208 (0,8%)     | 617 (2,2%)     |
| Хиспаноамериканци | 300 (1,2%)     | 560 (2,0%)     |
| Укупно            | 24.757         | 28.298         |